# Йепсен, Ханс Люнгбю
Ханс Паули Люнгбю Йепсен (дат. Hans Pauli Lyngby Jepsen; 1 апреля 1920, Ольборг, Дания — 31 июля 2001, Фурребю, Лёккен, Дания) — датский журналист и писатель.

## Биография
Изучал математику в Датском техническом университете в Копенгагене. Был колумнистом в ежедневной газете «Politiken». В 1945—1953 годах работал статистиком при городском совете Копенгагена. Член датской ассоциации писателей. Писал как для взрослой аудитории, так и для детей и юношества. Испытывал влияние реализма и импрессионизма. Критики отмечали тонкий психологизм произведений Йепсена. Много путешествовал по Восточной Европе, побывал на Сицилии. Творчеству Торвальда Стаунинга посвятил биографию «Stauning» (1979), а своей малой родине Северной Ютландии — «Nordjylland» (1986). Автор сборников новелл «Надежда» (1953) и «На закате солнца» (1960). Писал также эссе. Широкую известность принесла трилогия «Райская обитель» — «Деревья» — «Земля».

## Романы
- 1945 — Kvindesind
- 1946 — Den blinde vej
- 1948 — Stenen i Strømmen
- 1949 — Красная земля / Rød Jord, роман
- 1952 — Savn
- 1953 — Håbet og andre noveller
- 1954 — Kleopatra : Nilens dronning
- 1955 — Vintervej
- 1956 — Vejen
- 1959 — I kærlighed og andre noveller
- 1960 — На закате солнца / I solnedgangen
- 1963 — Райская обитель / Paradishuset, роман (рус. пер. 1966)
- 1965 — Деревья / Træerne, роман
- 1966 — Земля / Jorden, роман
- 1967 — Den falske karakterbog
- 1967 — Vågn op og jubler
- 1968 — Der er lys og andre udvalgte noveller 1948-60
- 1969 — Mellem venner
- 1971 — Порох под парламентом / Krudt under parlamentet, роман
- 1972 — Da kærligheden kom til byen
- 1974 — Лучшая весна / Et bedre forår, роман
- 1979 — Nu kommer byen
- 1982 — Лето в сентябре / Sommer i september
- 1983 — Farlige naboer
- 1983 — Her i byen
- 1984 — Udsigt til havet
- 1987 — De røde skjolde
- 1987 — Hvem sætter prisen
- 1987 — Kongemødet
- 1990 — Else med en engels ansigt
- 1992 — Men fuglene flyver
- 1993 — Den hvide enke
- 1995 — Sin lykkes smed
- 1998 — Брат Артура / Arthurs bror
- 1999 — Det gode selskab
- Чёрный дрозд / Solsort

## Издания на русском языке
- Райская обитель. Перев. с датского Тарханова, С. А. и Яхнина, Ю. Я.. — М.: Прогресс, 1966.

## Награды
- 1967 — премия Сёрена Гюльдендаля[дат.]